# ويليام إدوارد أديس
ويليام إدوارد أديس (بالإنجليزية: William Edward Addis)‏ هو رجل دين أسترالي، ولد في 9 مايو 1844، وتوفي في 20 فبراير 1917.